# Heilig Kreuz (Pfändhausen)

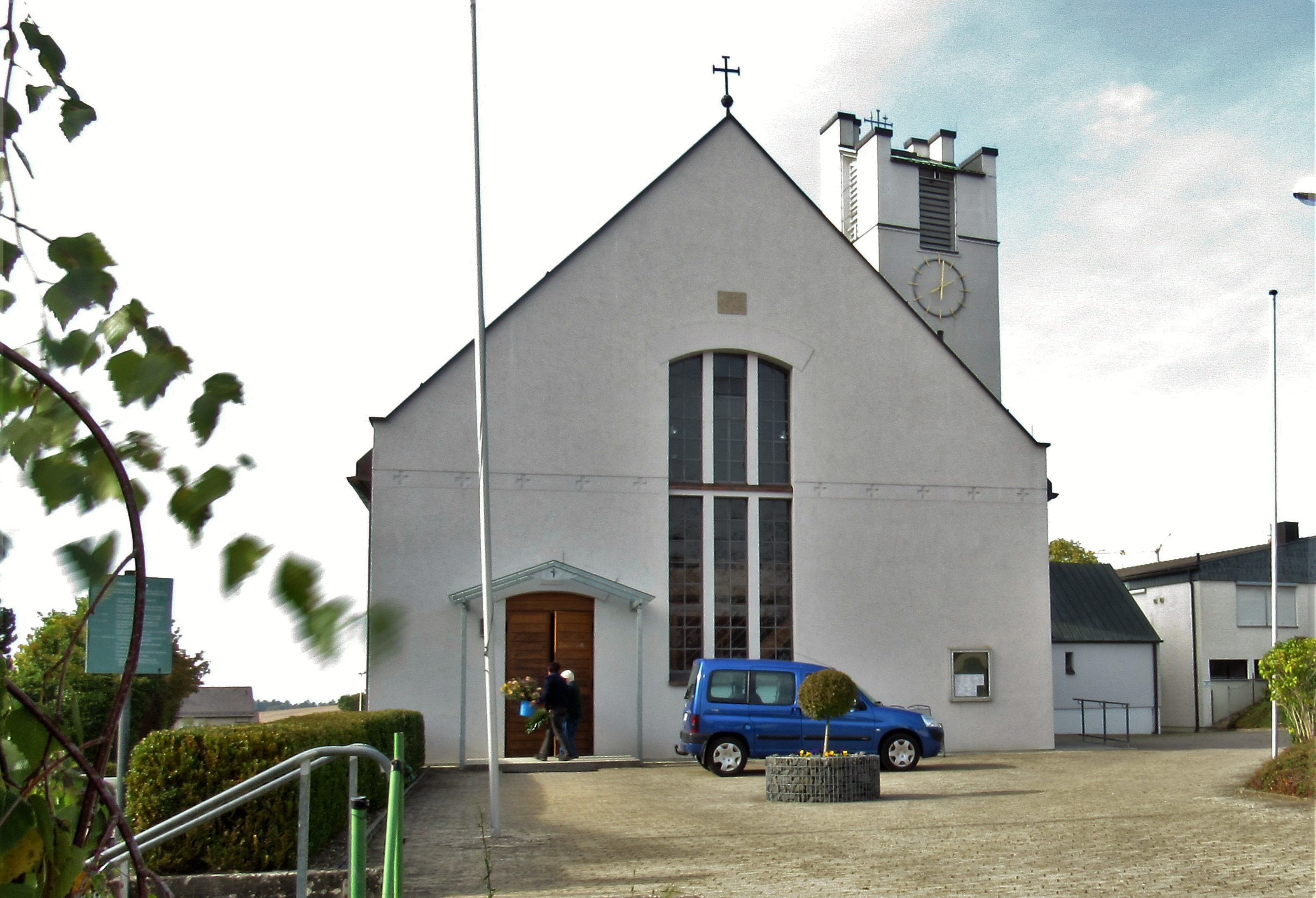
Kirche Heilig Kreuz

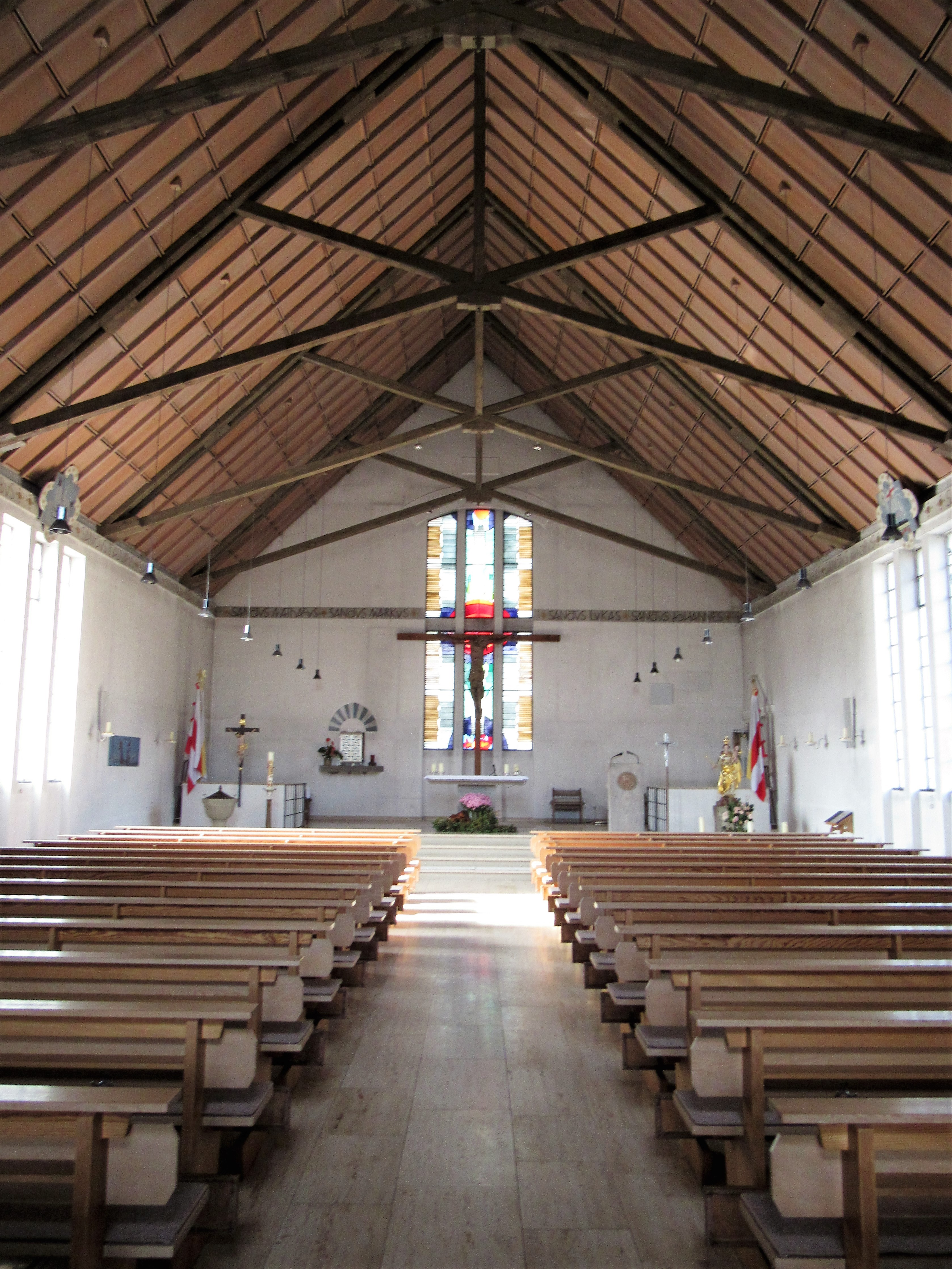
Innenraum

Heilig Kreuz ist eine römisch-katholische Filialkirche in Pfändhausen, einem Ortsteil der unterfränkischen Gemeinde Dittelbrunn im Landkreis Schweinfurt. Die Kirche ist unter Nummer D-6-78-123-46 in der Bayerischen Denkmalliste registriert.
Pfändhausen gehört wie Dittelbrunn, Hambach und Holzhausen der Pfarreiengemeinschaft Marienbachtal an.

## Geschichte
Pfändhausen war ursprünglich eine Filiale der Pfarrei Rannungen. Der in den Jahren 1965 und 1966 unter Federführung von Pfarrer Dr. Hans Haun entstandene Kirchenbau ersetzte 1967 die 1770 im Stil des Rokoko errichtete Kirche St. Antonius von Padua. Der Entwurf des Neubaus stammt von Hans Döllgast.

## Beschreibung und Ausstattung
Der Kirchensaal mit innen sichtbarem Satteldach ist im Unterschied zur alten Kirche nach Westen ausgerichtet. Der Turm mit Pultdach und Zinnen befindet sich an der Nordseite. An der westlichen und der östlichen Wand sind mittig große Fenster angeordnet. Jenes an der westlichen Wand ist farblich gefasst. Davor befindet sich ein großes Kruzifix. Die nördliche und die südliche Wand besitzen große Mauerflächen mit nur je einem kleinen Fenster. Im Turm hängen drei Glocken mit den Tönen g′ — b′ — c″.